# Hiperoksja
Hiperoksja – wyższe niż normalne stężenie tlenu w tkankach. O hiperoksji mówi się, gdy ciśnienie parcjalne tlenu w krwi tętniczej przekroczy 300 mmHg.

## Przyczyny hiperoksji
Wdychanie tlenu o wyższym niż normalne stężeniu parcjalnym znajduje zastosowanie podczas terapii tlenowej, nurkowania i w medycynie lotniczej. Mimo niewątpliwych korzystnych skutków leczenia tlenem (np. przy zatruciu tlenkiem węgla, chorobie dekompresyjnej), zwiększone stężenie tlenu w tkankach posiada wiele skutków negatywnych dla zdrowia.

## Skutki hiperoksji
Zwiększone ciśnienie tlenu powoduje zgrubienie błon pęcherzyków płucnych i ograniczenie zdolności płuc do rozszerzania się podczas oddychania. Hiperoksja sprzyja powstawaniu wolnych rodników, na działanie których szczególnie narażone są tkanki niedokrwione. Podwyższone ciśnienie parcjalne tlenu sprzyja też kurczeniu się naczyń krwionośnych.
Negatywne skutki hiperoksji zaobserwowano u osób, którym podczas leczenia podaje się wysoko stężony tlen. Dotyczy to chorób takich jak:
- choroba niedokrwienna serca – zwiększona śmiertelność u pacjentów
- zawał serca – zwiększone prawdopodobieństwo śmierci w szpitalu wśród pacjentów, u których zawał nastąpił poza szpitalem
- przewlekła obturacyjna choroba płuc – znaczący wzrost względnego ryzyka śmierci zarówno wśród pacjentów chorych, jak i podejrzanych o POChP
- ostry niedokrwienny udar mózgu – zależność podobna jak przy niedokrwieniu mięśnia sercowego

Hiperoksja powoduje znaczący spadek przepływu krwi w naczyniach wieńcowych i spadek konsumpcji tlenu w mięśniu sercowym. Niedawne badania wykazały również, że podczas resuscytacji wcześniaków korzystniejsze jest podawanie powietrza zamiast czystego tlenu, co pozwala na uniknięcie negatywnych skutków hiperoksji (retinopatia wcześniaków) i poprawia przeżywalność.